# Capella de Sant Quintí
La Capella de Sant Quintí o Sant Quintí de Can Pedrerol de Baix és una capella romànica, documentada des del segle xii, situada al municipi de Castellbisbal, a la comarca del Vallès Occidental.

## Localització
Està situada al costat del mas de Can Pedrerol de Baix, al costat de l'interfluvi entre la riera de Rubí i el riu Llobregat. Per arribar-hi cal agafar, a Molins de Rei, la carretera de Sabadell. Al Canyet, després de travessar la riera de Rubí, s'ha d'agafar la carretera de l'esquerra que arriba fins a la Capella de Sant Quintí i a una nova zona industrial.

## Història
En el lloc en què ara hi ha la capella, hi havia una vil·la romana de l'època republicana de la qual es conservin algunes restes i l'ocupació de la qual és testimoniada, en temps de l'Imperi, fins al segle iii. Es creu que l'advocació a Sant Quintí és posterior a la conquesta carolíngia, ja que es creu que van ser els francesos els que van portar el culte a Sant Quintí a Catalunya. El temple dedicat a Sant Quintí està documentat els anys 1137, 1160 i el 1246.
Després d'aquestes dues primeres dates esmentades, el bisbe de Barcelona es queixà de Ramon Bremon de Castellbisbal, perquè aquest hauria perjudicat dit prelat i els seus alous de Castellbisbal, així com als seus homes. A més, Ramon Bremon, s'havia venut la vila de Sant Quintí. Cal recordar que el Bisbe de Barcelona era el senyor superior de Castellbisbal i que hi tenia com a castlans els de Castellbisbal.
Vers 1980 fou restaurada pels propietaris que asfaltaren també l'entorn.

## Descripció
És un petit edifici d'una nau capçada per un absis semicircular. L'absis és llombard (segle xi) i la resta de l'edifici és una reconstrucció del segle xii. Fou restaurada als anys setanta.
És una capella formada per una nau rectangular amb un absis semicircular a llevant, sense arcuacions. A migdia, prop del presbiteri, s'obre una absidiola semicircular a la qual les dues lesenes, que arranquen del sòcol, no arriben a la part superior. Les finestres són de doble esqueixada. La porta és de mig punt, amb una arquivolta en degradació entorn de l'arc d'obertura. No hi ha timpà sinó un reixat modern.
La capella, totalment arrebossada a l'exterior i engalbada a l'interior, està coberta amb una volta de canó apuntada i, només en petits indrets on l'arrebossat ha saltat, es deixa entreveure l'aparell divers: d'espiga, amb còdols, de carreus petits, grans i quadrats, i encara més grans a les cantonades, etc. Aquest fet ens fa pensar que potser es va edificar o restaurat en diversos períodes.